# The Wacken Carnage
The Wacken Carnage — концертный альбом группы Bloodbath, вышедший в 2008 году, после почти четырёхлетнего молчания.

## Об альбоме
На The Wacken Carnage вошло выступление группы на фестивале Wacken Open Air в 2005-м году, на котором группа предстала в составе 2004-го года, только с Микаэлем Окерфельдтом на вокале, потому что Петер Тэгтгрен по причине расхождения в графиках покинул группу.
На одну из песен был сделан клип, состоящий из нарезок с концерта.

## Версии альбома и треклист
Лишь спустя три года группа решила издать свой первый и единственный концерт на DVD и CD одновременно, при том, как в формате Digipack, так и отдельно друг от друга аудио и видео версии концерта.
Списки композиций, как на CD так и на DVD являются идентичными.

## Список композиций
| №   | Название | Длительность |
| --- | --- | ------------ |
| 1.  | «Intro» | 0:24         |
| 2.  | «Cancer Of The Soul»                                                                                                | 3:49         |
| 3.  | «So You Die» | 4:28         |
| 4.  | «Soul Evisceration»                                                                                                 | 4:03         |
| 5.  | «Ways To The Grave»                                                                                                 | 3:54         |
| 6.  | «Ominous Bloodvomit»                                                                                                | 4:36         |
| 7.  | «Like Fire» | 5:01         |
| 8.  | «Bastard Son Of God»                                                                                                | 3:09         |
| 9.  | «Breeding Death» | 5:12         |
| 10. | «Outnumbering The Day»                                                                                              | 4:05         |
| 11. | «Brave New Hell» | 4:35         |
| 12. | «Furnace Funeral» (вместо оригинального гитарного соло было сыграно соло из песни группы Entombed "Left Hand Path") | 5:19         |
| 13. | «Eaten» | 4:20         |

## Песни для концерта
Все песни были взяты с трёх предыдущих альбомов, а именно:
| №  | Название песни       | Альбом                       | Год выпуска |
| -- | -------------------- | ---------------------------- | ----------- |
| 01 | Intro                | The Wacken Carnage           | 2008        |
| 02 | Cancer Of The Soul   | Nightmares Made Flesh        | 2004        |
| 03 | So You Die           | Resurrection Through Carnage | 2002        |
| 04 | Soul Evisceration    | Nightmares Made Flesh        | 2004        |
| 05 | Ways To The Grave    | Resurrection Through Carnage | 2002        |
| 06 | Ominous Bloodvomit   | Breeding Death               | 2000        |
| 07 | Like Fire            | Resurrection Through Carnage | 2002        |
| 08 | Bastard Son Of God   | Nightmares Made Flesh        | 2004        |
| 09 | Breeding Death       | Breeding Death               | 2000        |
| 10 | Outnumbering The Day | Nightmares Made Flesh        | 2004        |
| 11 | Brave New Hell       | Nightmares Made Flesh        | 2004        |
| 12 | Furnace Funeral      | Breeding Death               | 2000        |
| 13 | Eaten                | Nightmares Made Flesh        | 2004        |

В ходе концерта были сыграны избранные песни с альбомов "Resurrection Through Carnage" и "Nightmares Made Flesh", а также полностью EP Breeding Death.

## Над альбомом работали
- Микаэль Окерфельдт - вокал
- Йонас Ренксе – бас, бэк-вокал
- Андерс Нюстрём – гитара, бэк-вокал
- Дан Сванё - гитара, бэк-вокал
- Мартин Аксенрот - ударные

### Персонал
Сводился альбом в студии "Fascination Street studios", под руководством Дэвида Кастилло, в марте 2008-го года. Продюсиировала альбом студия "Roax Films". Было задействовано 6 камер и операторов: Кай Ламбертон, Майкл Хаук, Тимо Блазжичек, Сассан, Мартин Ульрих и Рене Горски. Редакторы - Александр Краудельт и Эрик Фугманн Брандт, анимация Виталия Гайера, гитарный техник - Пер Содомайзер Эрикссон. Оформление альбома создано Тревисом Смитом.